# Potarzyca, condado de Jarocin
Potarzyca [pɔtaˈʐɨt͡sa] (en alemán: Annarode) es un pueblo ubicado en el distrito administrativo de Gmina Jarocin, dentro del distrito de Jarocin, Voivodato de Gran Polonia, en el oeste de Polonia central. Se encuentra aproximadamente a 8 kilómetros del suroeste de Jarocin y a 64 kilómetros del sureste de la capital regional Poznan.
El pueblo tiene una población de 800 habitantes.

## Planetario
Potarzyca, es un gimnasio, situado en un planetario. Es un proyecto autónomo hecho por Andrzej Owczarek, un profesor técnico, en el año 1993. Puede que sea uno de los pocos planetarios profesionales en un pueblo europeo.